# モーリス・ドラージュ

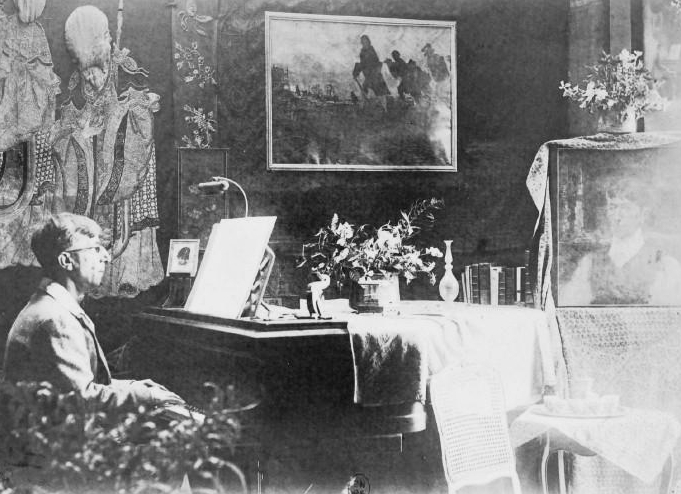
モーリス・ドラージュ（1930年）

モーリス・ドラージュ（Maurice Delage, 1879年11月13日 - 1961年9月21日）は、フランスの作曲家。姓はドゥラージュとも。
パリ6区出身。裕福な資産家の家庭に生まれた。1902年にドビュッシー『ペレアスとメリザンド』を聴いて音楽家を志した。1903年からラヴェルに作曲を学び、その芸術サークル「アパッシュ」の一員となった。ドラージュはパリのオートゥイユ地区に敷地を購入してアパッシュの毎週の集まりのために提供した。ラヴェルの『鏡』のなかの「鐘の谷」(La vallée des cloches)は、ドラージュに献呈されている。
ドラージュの最初の管弦楽作品である交響詩 Conté par la mer（1909年）は国民音楽協会から演奏を拒否され、これが独立音楽協会設立の契機になった。この作品は1910年の独立音楽協会の第1回演奏会で初演された。

1912年、33歳の時、ドラージュはアジアに靴墨工場を持っていた父についてインドや日本に滞在し、当時のフランス人作曲家には珍しく、アジアの民族音楽の実態を現地で触れて知っていた。

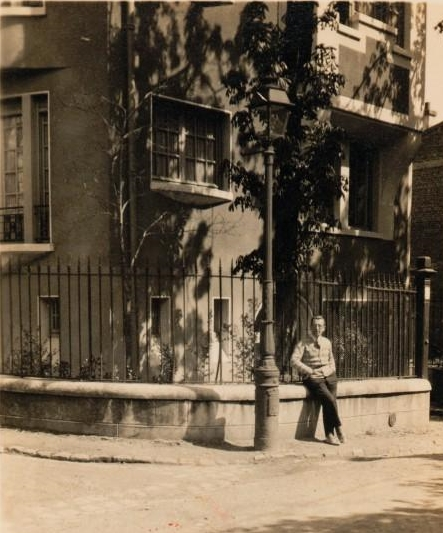
パリ16区オートゥイユの自宅前で（Maurice Delage devant sa maison, 25, Grande Avenue de la Villa-de-la-Réunion, Paris 16e, en 1930）

アジアの音楽からの影響は、インド滞在中の1912年作曲され、1914年の独立音楽協会の演奏会で初演されて最も有名な作品となった『4つのインドの詩』 (Quatre poèmes hindous) に表れており、インドの様々な民族楽器の音色を描写するために、弦楽器の頻繁な特殊奏法（グリッサンドやポルタメント、ピッツィカート）や、ドローンを表す低音楽器の持続音が利用されている。この作品は、初演に立ち会ったドビュッシーから絶賛されたが、生来神経質だったドラージュにとって、大家からのあまりに高い評価は、生涯プレッシャーとして覆いかぶさったようであり、これ以降は慎重にゆっくりと作曲する姿勢をとった。よりはっきりとインドの古典音楽を利用しているのは、『ラーガマーリカ』（Ragamalika、1912年～1922年）である。この作品にはプリペアド・ピアノが要求され、インドの太鼓を模倣するために、ピアノのバスの音域の弦の下に、厚紙を差し挟むように指定されている。
1912年、バレエ・リュスのためにパントマイム劇『橋を造る者たち』(Les Bâtisseurs de ponts)を作曲しようとしたが、原作者のキップリングの許可が取れず、中断された。
ドラージュの家には日本の文物で飾られた部屋があり、ストラヴィンスキーはそれを「小さな博物館」と呼んで羨望し、自分でもウスティルーフの自宅を日本の版画などで飾った:823。ストラヴィンスキーは日本からの影響によって『3つの日本の抒情詩』を作曲し、ラヴェルの『ステファヌ・マラルメの3つの詩』、上記ドラージュの『4つのインドの詩』と同時に初演された。
ドラージュ本人の作品における日本文化からの影響は、1923年ごろに書かれて1925年の独立音楽協会でジャーヌ・バトリの歌、ダリウス・ミヨー指揮で初演された室内アンサンブルと声楽独唱のための『7つの俳諧』 (Sept haï-kaïs) にあらわれている。7曲は題名に相違して短歌が3曲、俳句が3曲で、加えて序として古今和歌集仮名序の「花に鳴く鶯 水にすむ蛙の声を聞けば 生きとし生けるもの いづれか歌を詠まざりける」に曲をつけている。ドラージュは藤田嗣治と親交があり、『7つの俳諧』の出版譜は、藤田が装丁を手懸けている。
1958年に芸術文化勲章のシュヴァリエを受章した。
パリ16区オートゥイユのラ・ヴィラ＝ド＝ラ＝レユニオン大通り（Grande Avenue de la Villa-de-la-Réunion）25番地に居住し死去した。